# Lovisa Lindh
Lovisa Tora Yvonne Lindh (née le 9 juillet 1991 à Kungälv) est une athlète suédoise, spécialiste du demi-fond.

## Carrière
Elle mesure 1,69 m pour 56 kg et son club est le Ullevi FK.
Trois fois championne de Suède (dont deux en salle), elle participe aux séries des Championnats du monde juniors 2010. Elle atteint les demi-finales lors des Championnats d'Europe 2014. En 2016, elle remporte les meetings d'Oslo et de Stockholm.
Ses meilleurs temps sont :
- 2 min 0 s 51 sur 800 m, à Oslo le 9 juin 2016
- 4 min 14 s 10 sur 1 500 m, à Nimègue, le 18 mai 2016

Elle améliore son record personnel sur 800 m pour remporter la médaille de bronze des Championnats d'Europe 2016 à Amsterdam.
Le 15 juin 2017, pour sa première course de la saison estivale, Lindh bat lors des Bislett Games d'Oslo son record personnel avec 1 min 59 s 23. Le 6 juillet, à Lausanne, elle établit un record de Suède en 1 min 58 s 77.

## Palmarès
| Date | Compétition                       | Lieu        | Résultat | Épreuve   | Temps         |
| ---- | --------------------------------- | ----------- | -------- | --------- | ------------- |
| 2013 | Championnats d'Europe espoirs     | Tampere     | 7e       | 800 m     | 2 min 08 s 99 |
| 2015 | Championnats d'Europe par équipes | Tcheboksary | 10e      | 800 m     | 2 min 04 s 23 |
| 2015 | Championnats d'Europe par équipes | Tcheboksary | 10e      | 4 x 400 m | 3 min 35 s 80 |
| 2016 | Championnats d'Europe             | Amsterdam   | 3e       | 800 m     | 2 min 00 s 37 |
| 2017 | Championnats d'Europe en salle    | Belgrade    | 4e       | 800 m     | 2 min 01 s 37 |
| 2017 | Championnats d'Europe par équipes | Vaasa       | 1re      | 800 m     | 2 min 02 s 36 |
| 2018 | Championnats d'Europe             | Berlin      | 9e       | 800 m     | 2 min 02 s 36 |
| 2019 | Championnats d'Europe par équipes | Bydgoszcz   | 10e      | 800 m     | 2 min 03 s 32 |

## Records
| Épreuve | Épreuve   | Performance        | Lieu     | Date           |
| ------- | --------- | ------------------ | -------- | -------------- |
| 800 m   | Plein air | 1 min 58 s 77 (NR) | Lausanne | 6 juillet 2017 |
| 800 m   | En salle  | 2 min 1 s 37       | Belgrade | 5 mars 2017    |